# European Drawer Rack

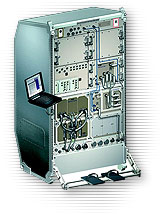
European Drawer Rack

Das European Drawer Rack (EDR) ist eine europäische Nutzlast in Form eines International Standard Payload Racks, die von Alenia Spazio im Auftrag der Europäischen Weltraumorganisation (ESA) für das Columbus-Raumlabor entwickelt wurde. Teile wurden auch von der ASTRIUM GmbH und OHB-System AG in Bremen gebaut. Das EDR ist ein Mehrbenutzersystem zur Aufnahme verschiedener Experimente, die einfach in das Drawer Rack eingeschoben werden können. Es stellt diesen praktisch alle benötigten Schnittstellen und Versorgungsleitungen zur Verfügung. Somit ist es mit relativ geringem Aufwand möglich, kleine und mittlere Experimente auf der ISS durchzuführen.
EDR unterstützt sowohl die europäische als auch die amerikanische Standard-Einbaugröße für Experimenteinschübe (Experiment Container Modules (ECM)). Es können bis zu drei Experimente im „ISIS-Drawer-Format“ und vier in Form eines „ISS Lockers“ (siehe ISPR) aufgenommen werden. Folgende Schnittstellen stehen zur Verfügung:
- Spannungsversorgung (28 V DC, 120 V DC)
- Low Rate Telekommandos/Telemetrie (19.2 kbit/s RS-422)
- Medium Rate Telekommandos/Telemetrie (10 Mbit/s Ethernet)
- High Rate Telemetrie (32 Mbit/s SpaceWire)
- Analoge Videoeingänge (NTSC)
- Diskreter Kommandierungs-, Überwachungs- und Temperaturüberwachungsdienst
- Luftkühlung
- Wasserkühlung
- Stickstoffgasanschluss
- Vakuumdienst
- Verbrauchsgasdienst
- Zeitachsendienst
- Hilfsdaten und Zeitservice
- Laptop Crew Schnittstelle

Die folgenden ESA-Nutzlasten benutzten das EDR:
- Protein Crystallisation and Diagnostics Facility (PCDF)
- Erasmus Recording Binocular (ERB-2)
- KUBIK Interface Drawer (KID-KUBIK)
- Facility for Absorption and Surface Tension studies on the European drawer Rack (FASTER)
- Electromagnetic Levitator (EML)[2]

Das FRC (Facility Responsible Centre) für EDR ist das Erasmus USOC am Europäischen Weltraumforschungs- und Technologiezentrum in Noordwijk, Niederlande.